# University of Connecticut

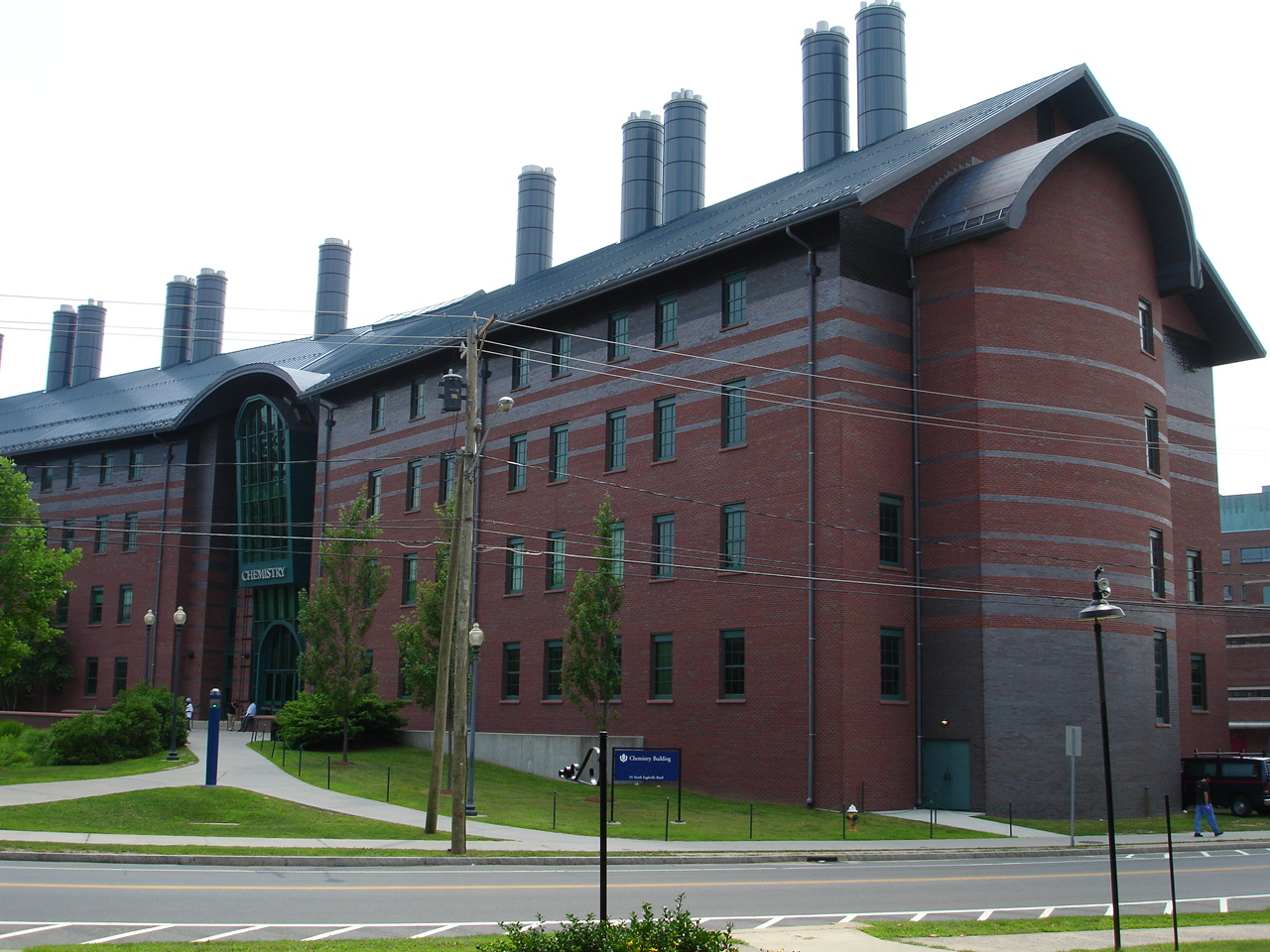
Chemie-Gebäude der University of Connecticut

Die University of Connecticut (auch als UConn bekannt) ist eine staatliche Universität in der Ortschaft Storrs nahe Mansfield, etwa 45 km östlich von Hartford im US-Bundesstaat Connecticut gelegen. Neben dem Hauptcampus in Storrs gibt es fünf regionale Standorte in Groton, West Hartford, Stamford, Torrington und Waterbury. Die juristische Fakultät ist in Hartford angesiedelt, die medizinische und die zahnmedizinische Fakultät in Farmington. Die Universität ist besonders für ihre Forschung und Lehre in den Bereichen Familienstudien, Gesundheitsmanagement, Jura, Pädagogik, und Zahnmedizin bekannt. Die Hochschule gehört zu den besten öffentlichen Universitäten in den USA, eine sogenannte Public Ivy.

## Geschichte
Die University of Connecticut wurde als Storrs Agricultural School 1881 gegründet. Nach mehreren Namensänderungen erhielt die Universität 1939 ihren heutigen Namen. In den 1960er Jahren wurde die medizinische Fakultät in Farmington etabliert.

## Sport

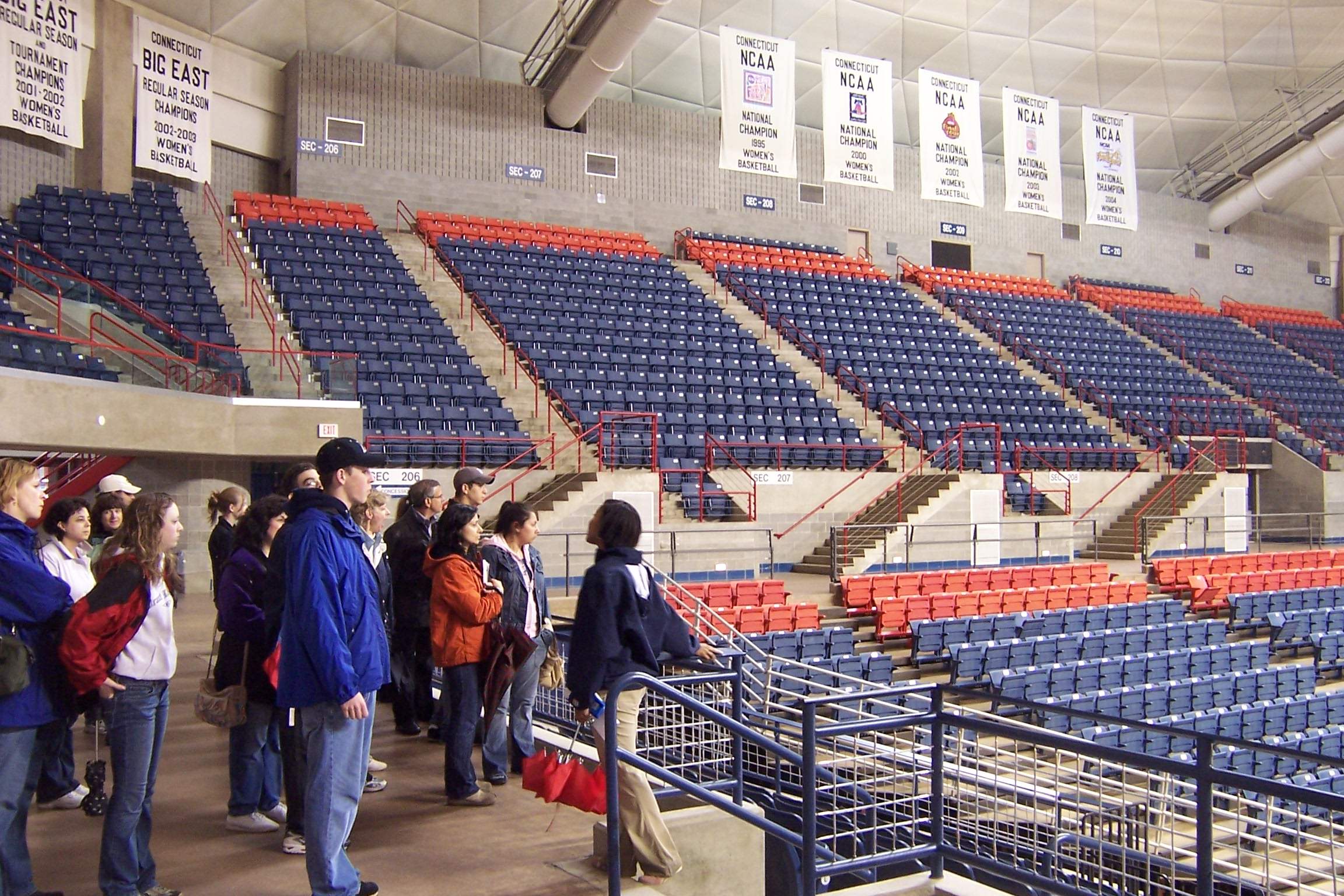
Gampel Pavilion

Das Sportteam der UConn sind die Huskies. Das Maskottchen der Mannschaft ist ein Husky namens Jonathan. Das Maskottchen wurde 1933 nach dem ehemaligen Gouverneur Jonathan Trumbull auf diesen Namen getauft. Die Universität ist seit 2020 Mitglied in der Big East Conference. Die American-Football-Mannschaft ist eine unabhängige Division I FBS. Die Huskies sind die einzige Mannschaft der NCAA Division I, die im Basketball in demselben Jahr sowohl in der Herren- als auch in der Damen-Konkurrenz den Titel der NCAA Division I Basketball Championship gewinnen konnten, was ihnen 2004 und 2014 gelang.
Die American-Football-Mannschaft der Universität nutzt vorwiegende das Pratt & Whitney Stadium at Rentschler Field.

## Persönlichkeiten

### Professoren
- Lien Chan (* 1936), Politikwissenschaftler
- Ruth Millikan (* 1933), Philosophin
- Ronald Mallett (* 1945), Physiker
- Domina Eberle Spencer (1920–2022), Mathematikerin

### Absolventen
Autoren
- Ann Lane Petry (1908–1997), Autorin

Kunst und Unterhaltung
- Leslie Silva (* 1968), Film- und Theaterschauspielerin
- Rick Sternbach (* 1951), Illustrator

Politik
- Tansu Çiller (* 1946), ehemalige Premierministerin der Türkei
- John Fetterman (* 1969), Vizegouverneur von Pennsylvania
- Sam Webb (* 1945), US-amerikanischer Politiker der CPUSA

Sport
- Ray Allen (* 1975), Basketballspieler
- Deon Anderson (* 1983), American-Football-Spieler
- Hilton Armstrong (* 1984), Basketballspieler
- Sue Bird (* 1980), Basketballspielerin
- Paige Bueckers (* 2001), Basketballspielerin
- Stephon Castle (* 2004), Basketballspieler
- Donovan Clingan (* 2004), Basketballspieler
- Napheesa Collier (* 1996), Basketballspielerin
- Rudy Gay (* 1986), Basketballspieler
- Niels Giffey (* 1991), deutscher Basketballspieler
- Ben Gordon (* 1983), Basketballspieler
- Richard Hamilton (* 1978), Basketballspieler
- Moriah Jefferson (* 1994), Basketballspielerin
- Rebecca Lobo (* 1973), Basketballspielerin
- Maya Moore (* 1989), Basketballspielerin
- Shabazz Napier (* 1991), Basketballspieler
- Emeka Okafor (* 1982), Basketballspieler
- Doron Sheffer (* 1972), israelischer Basketballspieler
- Breanna Stewart (* 1994), Basketballspielerin
- Diana Taurasi (* 1982), Basketballspielerin
- Morgan Tuck (* 1994), Basketballspielerin
- Charlie Villanueva (* 1984), Basketballspieler
- Kemba Walker (* 1990), Basketballspieler
- Gabby Williams (* 1996), US-amerikanisch-französische Basketballspielerin
- Enosch Wolf (* 1990), Basketballspieler

Wissenschaft
- Massimo Pigliucci (* 1964), Evolutionsforscher
- Talitha Washington (* 1974), Mathematikerin und Hochschullehrerin